# Tour de Lombardie 1914
La 10e édition de la course cycliste, le Tour de Lombardie a eu lieu le 25 octobre 1914 et a été remportée par l'Italien Lauro Bordin. Du fait de la guerre, seuls les coureurs italiens ont participé à cette édition.

## Classement final
| \| 1. Lauro Bordin \| Italie \| en \| 7 h 16 min 40 s \| \| 2. Giuseppe Azzini \| Italie \| \| 0 s \| \| 3. Pierino Piacco \| Italie \| \| 0 s \| \| 4. Camillo Bertarelli \| Italie \| \| 0 s \| \| 5. Eberardo Pavesi \| Italie \| \| 0 s \| \| 6. Costante Girardengo \| Italie \| \| 0 s \| \| 7. Umberto Ripamonti \| Italie \| \| 0 s \| \| 8. Emilio Petiva \| Italie \| à \| 4 min 40 s \| \| 9. Ugo Agostoni \| Italie \| \| 6 min 10 s \| \| 10. Angelo Gremo \| Italie \| \| 8 min 30 s \| |        |    |                 |
| 1. Lauro Bordin | Italie | en | 7 h 16 min 40 s |
| 2. Giuseppe Azzini | Italie |    | 0 s             |
| 3. Pierino Piacco | Italie |    | 0 s             |
| 4. Camillo Bertarelli | Italie |    | 0 s             |
| 5. Eberardo Pavesi | Italie |    | 0 s             |
| 6. Costante Girardengo | Italie |    | 0 s             |
| 7. Umberto Ripamonti | Italie |    | 0 s             |
| 8. Emilio Petiva | Italie | à  | 4 min 40 s      |
| 9. Ugo Agostoni | Italie |    | 6 min 10 s      |
| 10. Angelo Gremo | Italie |    | 8 min 30 s      |